# Moviment social del 2017 a la Guaiana Francesa
El Moviment social de la Guaiana francesa va ser una ona de protestes que van tenir lloc als carrers de la Guaiana Francesa des del 20 de març del 2017. Les protestes van començar a Kourou però s'han estès per tot el territori. El descontentament es deu a la inseguretat i a la manca d'infraestructures del departament francès, el més gran de tot l'estat. Els manifestants demanen més autonomia i millores com introduir un programa d'inversió, millorar el sistema sanitari, l'educació i la protecció social.

## Antecedents
Històricament poc poblada, la colònia francesa ha experimentat un fort augment demogràfic a finals del segle xx. La immigració, principalment provinent del Brasil, Surinam i Haití, fa aparèixer dificultats a l'hora d'afrontar les tensions intercomunitàries, abocant en una crisi econòmica i de protecció. La població voldria seguretat personal, des que el crim ha crescut a nivells que són insuportables al quotidià i que gangrenen la societat local. Només cal constatar que a l'aeroport internacional de la Guaiana francesa no hi ha escàners actius que assegurin un mínim de vigilància respecte del trànsit i del transport aeri. Cal també considerar la creixent preocupació per l'augment del narcotràfic. Com a conseqüència previsible d'això últim, la màfia de les drogues, sumada ara també a aquella de l'or, s'ha apoderat dels carrers de Cayenne i a més controla –de fet– bona part de la jungla, a l'interior de la Guaiana francesa. Tot aquest quadre ha provocat la insòlita aparició d'una força, autodenominada: «Els 500 germans», sense armes, però amb les cares emmascarades i absolutament vestits de negre que pretén mantenir un mínim d'ordre per la intimidació i la por.
Davant la situació el col·lectiu dels Toukans decideix sortir a Kourou el 20 de març per protestar. Acompanyats del sindicat Unió de Treballadors de la Guaiana, volen fer-se visibles. La vaga continua fins al 28 de març, moment en què líders locals s'avoquen i protesten alhora. S'estén i les manifestacions donen lloc a la sol·licitud d'un estatut especial vist que el poder central és massa lluny per atendre a les necessitats dels guaianesos. Per tot plegat el govern francès s'avé a negociar amb els col·lectius responsables de les manifestacions. A més, els col·lectius que representen els manifestants decideixen redactar un acord comú, que després haurà de ser aprovat per la població local. Les autoritats franceses anuncien llavors la disposició del Govern de Bernard Cazeneuve d'invertir 3.000 milions d'euros en l'economia de la Guaiana Francesa; un dels departaments més pobres de França, segons Reuters.